# Gestaltzerfall
Gestaltzerfall (en alemán, "descomposición de la forma") se refiere a un tipo de agnosia visual y es un fenómeno psicológico en el que se observan retrasos en el reconocimiento cuando se observa una forma compleja por un tiempo mientras la forma parece descomponerse en sus partes constitutivas. Con respecto a los kanji , un estudio ha demostrado que los retrasos son más significativos cuando los caracteres son del mismo tamaño. Cuando los caracteres a reconocer tienen diferentes tamaños, los retrasos se observan solo cuando tienen diferentes patrones.
El fenómeno fue descrito y nombrado por primera vez por C. Faust en 1947 como un síntoma de la región bilateral del surco parieto-occipital después de una herida de bala en esta región. Luego, cuando el sujeto se quedó mirando un camión por un rato, el camión pareció descomponerse en su motor, chasis, cabina del conductor y la persona solo pudo concentrarse en una de estas partes hasta que cerró brevemente los ojos o miró hacia otro lado, lo que restableció la forma del camión completo de nuevo.
La característica de la saciedad ortográfica frente a la saciedad semántica es que el significado permanece intacto. Se sugirió que esto es diferente de la saciedad semántica y del efecto de familiarización del estímulo porque la saciedad ortográfica se produce después de que los perceptores tengan acceso a un significado léxico.